# ليفاني
ليفاني (بالإنجليزية: Līvāni)‏ هي منطقة سكنية تقع في لاتفيا في Preiļi District.[بحاجة لمصدر] يقدر عدد سكانها بـ 10,800 نسمة ومساحتها 4.7 كم2 .

## معرض صور

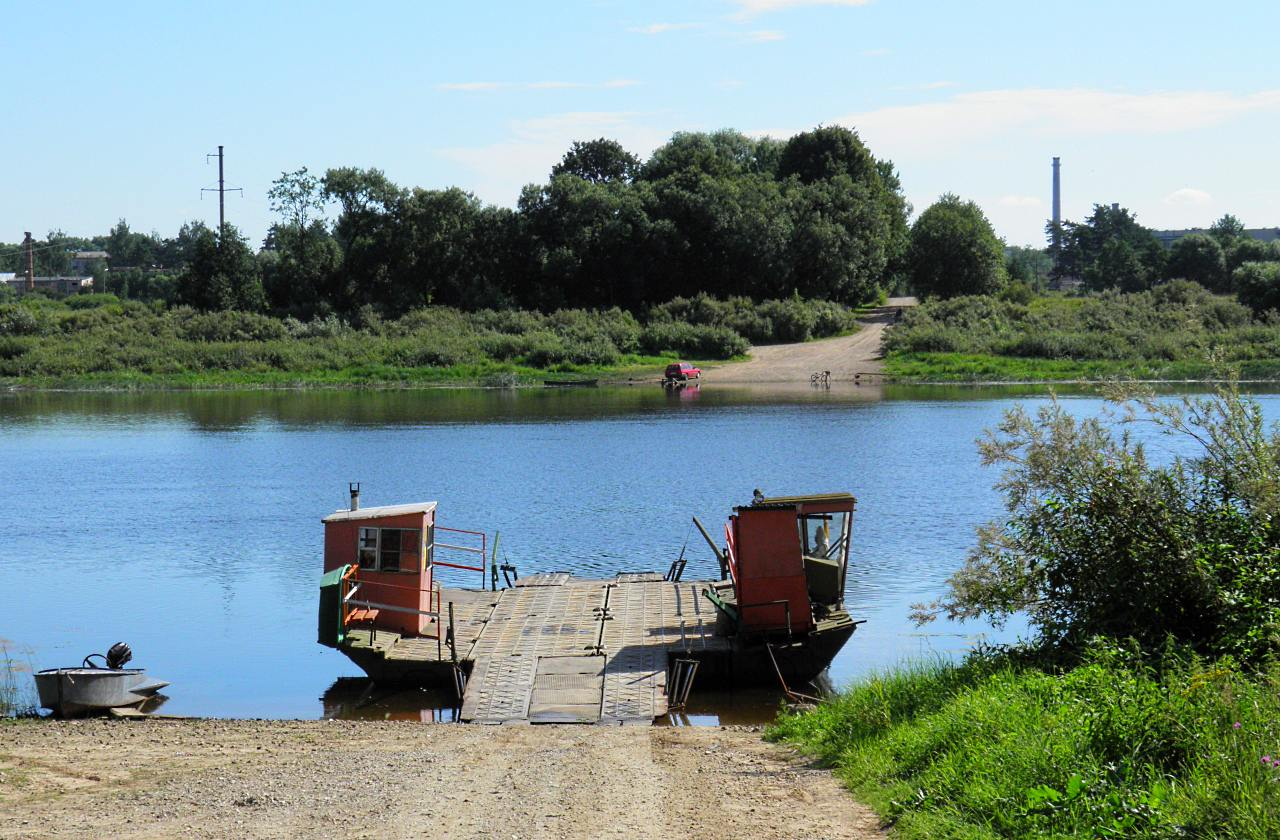
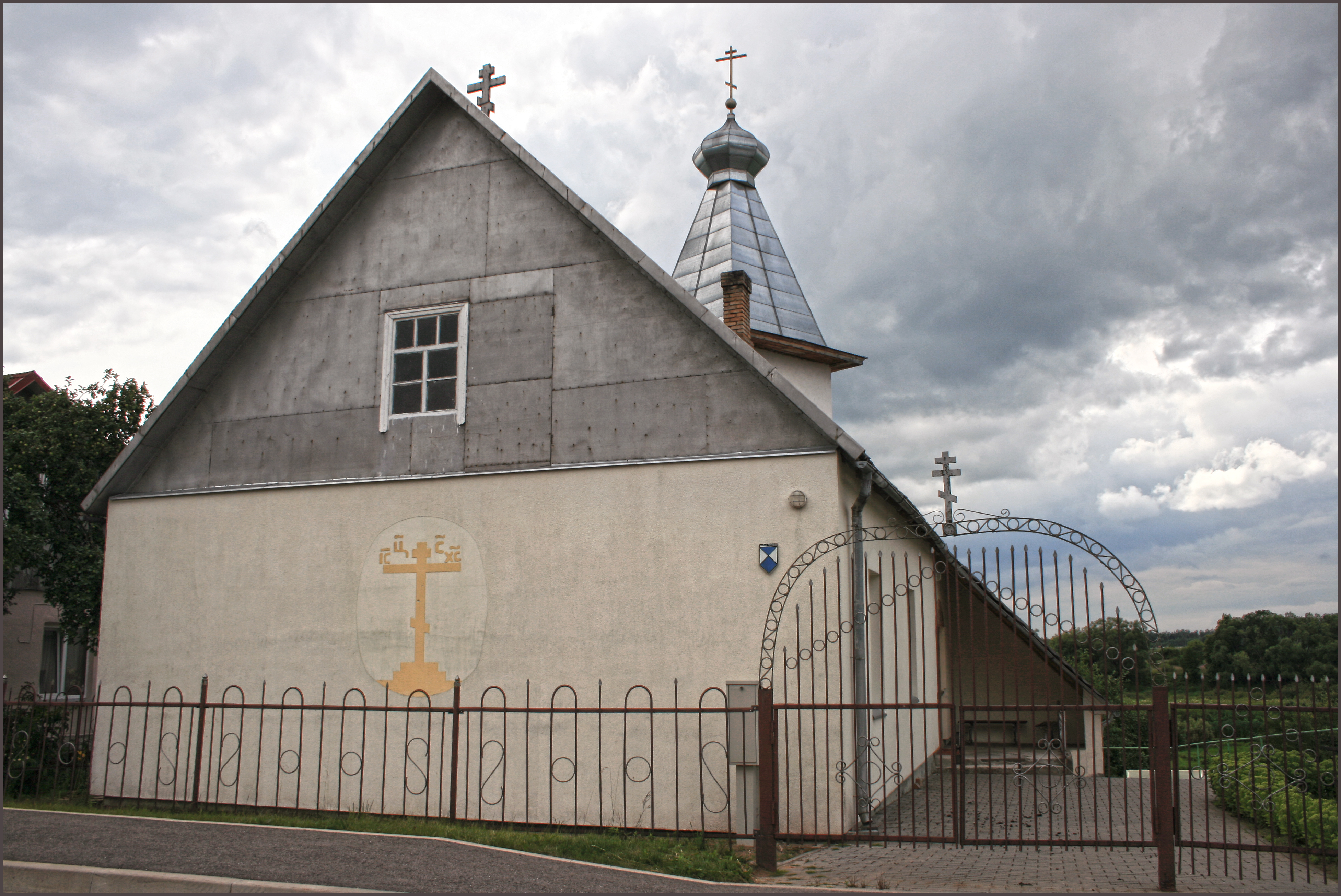
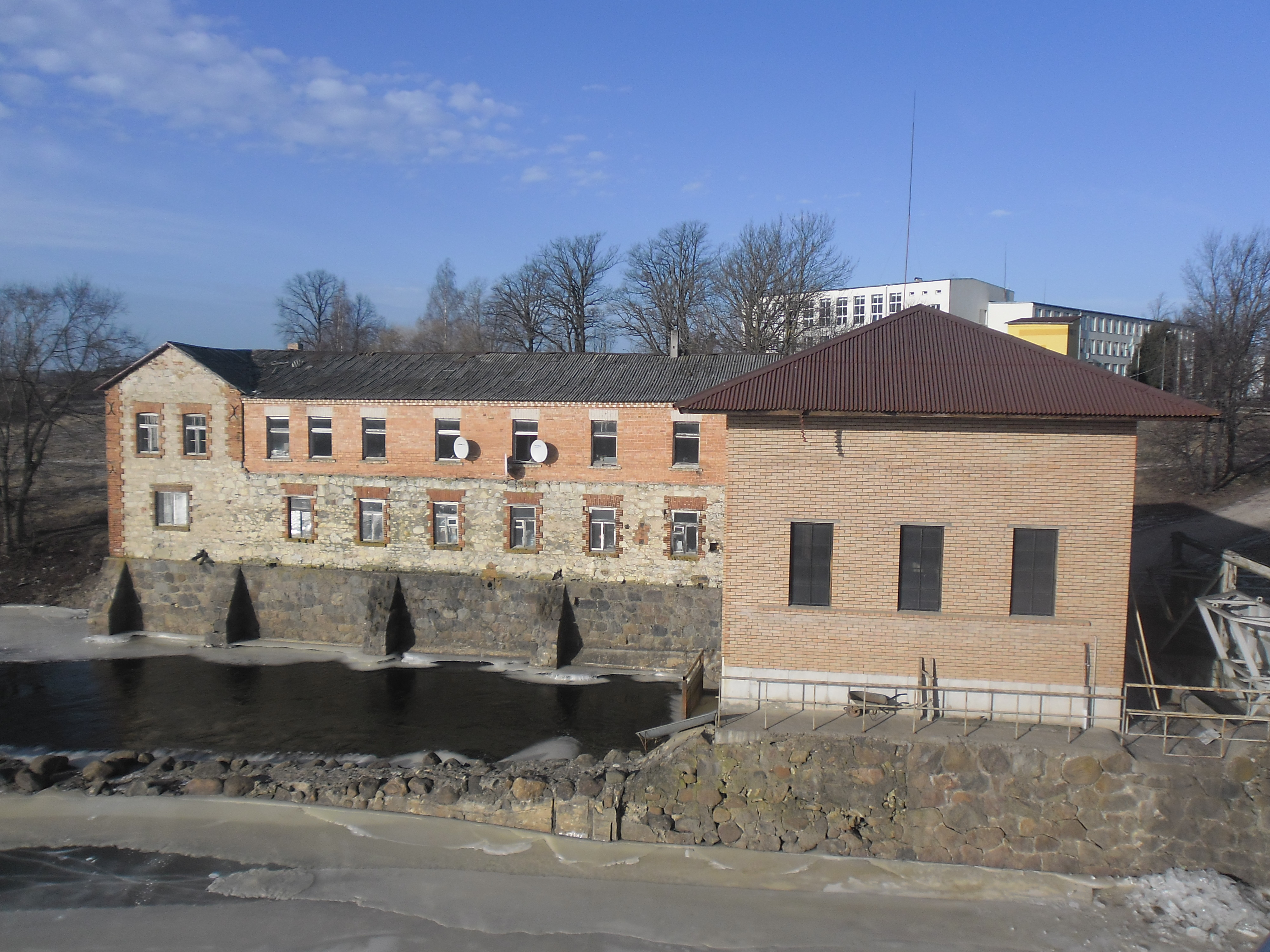
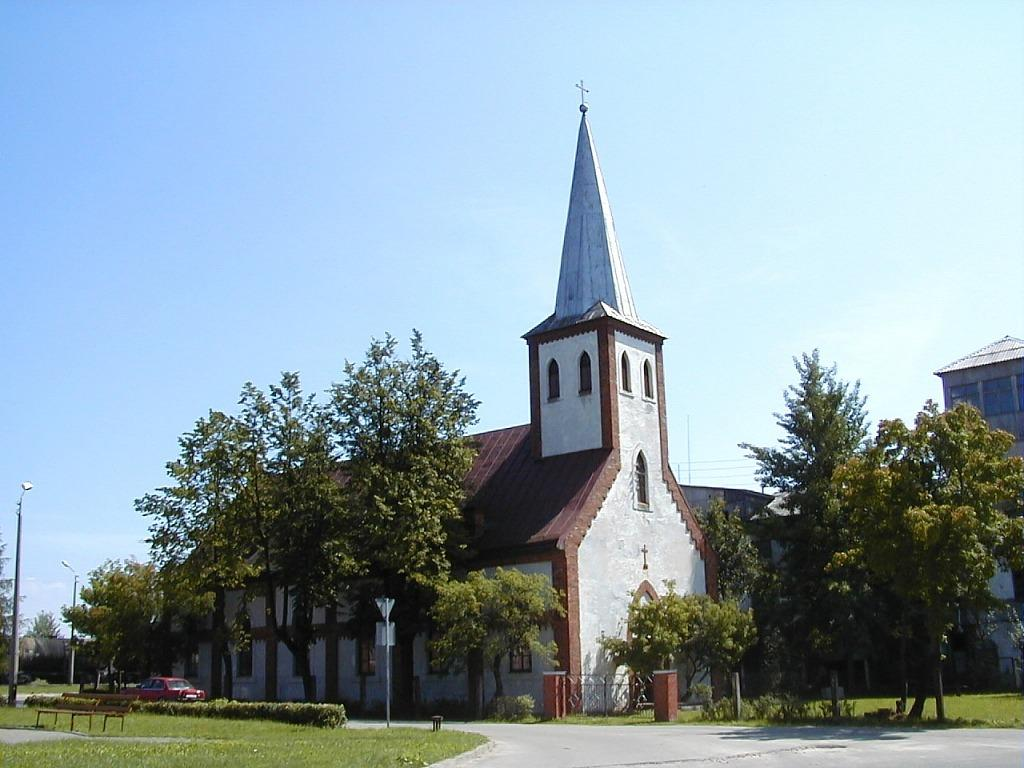